# Adele Stevens
Adele Stevens (Wakefield, Yorkshire Oriental; 29 de julio de 1969) es una modelo de glamour y actriz pornográfica inglesa.

## Biografía
Su carrera se inició con la aparición en Page 3 Girl. A partir de ahí su carrera ha ido en ascenso, destacando en las más importantes revistas para caballeros como: Club Internacional, Eros, Mayfair, Men Only, Model Directory, Withehouse, etc. y en agencias pornográficas: Babes, British Centerfolds, Danni HotBox, Digital Dreamgirls, Fantasy Girls UK, Twistys, Unzzipped, Playboy y Penthouse.
Ella realiza sobre todo series fotográficas clasificadas como softcore (de un nivel pornográfico suave), ya sea posando sola o simulando relaciones heterosexuales y lésbicas, además de hacer sets de fetichismo hacia los pies. Muy poco es el material en el que ella participa que podría clasificarse como hardcore (de un nivel pornográfico duro o de sexualidad explícita), pero también ha hecho este tipo de trabajo. Cuenta con videos tanto en Estados Unidos de América, como en Europa.

## Filmografía
1998:
- Boob Cruise.

1999:
- Babes Abroad.

2002:
- Busty Dream Tales.

2004:
- Football Fantasies.
- Danni's Football Parties.

2005:
- Busty Dream Tales.